# Aïn Beni Mathar
Aïn Beni Mathar (arabisch عين بني مطهر) oder Berguent ist eine Wüstengemeinde (commune rurale) mit etwa 16.000 Einwohnern in der Provinz Jerada in der Region Oriental im Osten Marokkos.

## Lage und Klima
Aïn Beni Mathar liegt am nur nach heftigen oder lang anhaltenden Regenfällen Wasser führenden Oued Charef in einer ansonsten halbwüstenartigen Umgebung ca. 20 km westlich der Grenze zu Algerien in einer Höhe von ca. 920 m. Die Stadt Oujda befindet sich ca. 86 km (Fahrtstrecke) nördlich; bis nach Bouarfa sind es ca. 180 Kilometer in südlicher Richtung. Das Klima ist trocken und beinahe wüstenartig; die durchschnittlichen jährlichen Niederschlagsmengen (ca. 180 mm) fallen ganz überwiegend im Winterhalbjahr.

## Bevölkerung
| Jahr      | 1994   | 2004   | 2014   | 2024   |
| Einwohner | 10.532 | 13.526 | 16.289 | 15.488 |

Das anhaltende Bevölkerungswachstum beruht zu einem wesentlichen Teil auf der Zuwanderung von Berberfamilien. Man spricht den regionalen Berberdialekt und Marokkanisches Arabisch.

## Wirtschaft
Heute ist die Stadt geprägt von Kleinhandel, Handwerk und Dienstleistungsbetrieben aller Art. In der Umgebung der Stadt hat im Jahr 2011 das ca. 550 Millionen Euro teure, erste marokkanische Solarthermiekraftwerk zur Stromerzeugung den Betrieb aufgenommen.

## Geschichte
Aïn Beni Mathar (alter Name Berguent) wurde im Jahr 1904 von Marschall Lyautey als Militärstützpunkt gegründet. In den Folgejahren wurden vier bereits existierende kleinere Berberdörfer zu der heutigen Kleinstadt zusammengeschlossen.

## Stadtbild
Das Stadtbild variiert zwischen modernen und eher einfachen Vierteln mit Flachdachhäusern aus Hohlblocksteinen bzw. Stampflehm. Der Ort hat mehrere Moscheen, darunter eine erst vor wenigen Jahren neuerbaute.